# صبحي سيف الدين
صبحي سيف الدين ممثل وكاتب ومخرج لبناني، ورئيس مهرجان بيروت السينمائي، ونقيب السينمائيين اللبنانيين، نائب رئيس اتحاد الفنانين العرب، حاصل على الدكتوراة الفخرية من أكاديمية كامبريدج لدعمه السينما العربية، قدم للسينما فيلم "الرجل الصامد"، وفيلم" الجهة الخامسة" وعدد من الأعمال الفنية الأخرى.

## سيرته
```
صبحي سيف الدين من مواليد بلدة 
اللبوه
 
قضاء بعلبك
 
محافظة البقاع
 بلبنان في عام 1950م، تخرج في معهد الفنون في لبنان، أول أعماله الفنية- بعد تخرجه مباشرة- هو فيلم الرجل الصامد الذي قام بانتاجه وتأليفه وإخراجه عام 1975م، والذي يعد أهم فيلم قام باخراجه خلال مسيرته السينمائية ، عكست أعماله الفنية مدى اهتمامه بالقضايا العربية وعلي راسها 
القضية الفلسطينية
 والصراعات في لبنان، زار 
الولايات المتحدة الامريكية
 وتجول في 
نيوجيرسي
 
ونيويورك
 
وميشيجان
 كما زار 
هوليود
. زار 
مصر
 وارتبط بالسينما فيها والي كانت سبباً في زيادة شغفه بالسينما.تلقي دعماً ماديا ومعنويا من وزارة الداخلية السورية والتي أمدته بالخيول والمعدات التي ساعدته كثيرًا في انتاج فيلمه الأول. يري صبحي سيف أن اكثر المخرجين الذين اثروا فيه وفي نكوينه الفني المخرج 
صلاح أبوسيف
 باعتباره أستاذاً للولقعية، صبحي سيف يعشق أفلام الأبيض والأسود خاصة أفلام 
فريد شوقي
 
وشكري سرحان
 
ورشدي اباظة
 
وهند رستم
 
ونادية لطفي
 
ومحمود المليجي
.
[
3
]
```

شارك صبحي في لجان مهرجانات الإسكندرية ومسقط والمغرب والأقصر. شارك في العديد من الندوات والمؤتمرات ونال تكريماً من لبنان وسوريا ومصر وليبيا والسودان والمغرب وغزة والتي زارها في عام 2010م مع وفد الأتحاد العام للفنانين العرب.عمل كديراً لمحطة تلفزيونية محلية بعنوان"تلفزيون بيروت " كما أنجز عدداً كبيراً من البرامج والمسلسلات التلفزيونية.

## أعماله الفنية
تتنوع الأعمال الفنية لصبحي سيف الدين ما بين التأليف والإخراج، والتي وصلت إلى أكثر من 18 عملاً فنياً ، والتي نذكر منها
- وطن فوق الجراح - فيلم - 1987م.[5]
- الجهة الخامسة - فيلم - 1984م.[6]
- عرس الأرض - فيلم - 1978م.[7]
- الرجل الصامد - فيلم - 1975م.[8] [3]
- المزيفة - فيلم دراما لبناني.[9]
- أرض أهلي - فيلم - 1976م.
- رجل لن يموت 1977م
- القضية 1977م
- معروف سعد - فيلم - 1979م
- السلام - 1980م
- الحرب الأهلية اللبنانية - فيلم - 1980م
- الارهاب الصهيوني - 1982م
- حمود بين الأطلال - فيلم وثائقي 1985م
- المدينة الساحلية فيلم 2012م
- قدم واعد واخرج العديد من البرامج التلفزيونية مثل: "الكاميرا تتجول" برنامج أسبوعي من 1990 إلي 1995م، و "من محطة لمحطة" برنامج أسبوعي 1996-1997، و"من انت" برنامج سياسي، و"لقاء الثلاثاء" برنامج سياسي، و" تصبحون علي خير" و" نادي الفن". عام 1998م.

## الجوائز والتكريمات
نال صبحي سيف الدين تكريمات ومن بينها:
- تكريم من مهرجان الأردن الدولي للأفلام.[10]
- شهادة تقدير من مهرجان موسكو السينمائي الدولي 1977م.[3]